# Ivo Linna
Ivo Linna, född 12 juni 1949 i Kuressaare, är en estnisk rock- och popsångare.
Linna studerade estnisk filologi vid universitetet i Tartu 1967-1969. Under 1970- och 80-talen sjöng han med flera estniska rockgrupper, däribland Apelsin (1975-1980) och Rock Hotel (sedan 1978). Han var en av de artister som deltog aktivt i den sjungande revolutionen under slutet av 1980-talet som ledde till Estlands och de övriga baltstaternas självständighet från Sovjetunionen.
1994 deltog Linna i den estniska uttagningen till Eurovision Song Contest (Eurolaul), där han framförde bidraget Elavad pildid (3:e plats). Han återkom till uttagningen 1996 och framförde bidragen Lihtne viis (tillsammans med Kadi-Signe Selde, 12:e plats) och Kaelakee hääl (tillsammans med Maarja-Liis Ilus). Han vann med den senare och i Eurovision Song Contest samma år kom de på 5:e plats med 94 poäng. Han deltog åter i Eurolaul 1998 och framförde bidraget Andesta i en duett med Evelin Samuel (6:e plats). I Eurolaul 2002 framförde han bidraget Computer-love tillsammans med Ivetta Kadakas och Veikko Lattu och kom på 10:e och sista plats.
2000 tilldelades han Vita stjärnans orden av 4:e graden av Estlands president Lennart Georg Meri.

## Diskografi
- Ivo Linna (1984)
- Ivo Linna ’93 (1993)
- Iff 1 (1998)
- Ivo Linna (2001)
- Enne ja pärast päeva (2001)
- Computer Love (2002)
- Üksi, iseendas üksi… (2006)
- Originaal (2009)